# 9-доріжкова магнітна стрічка

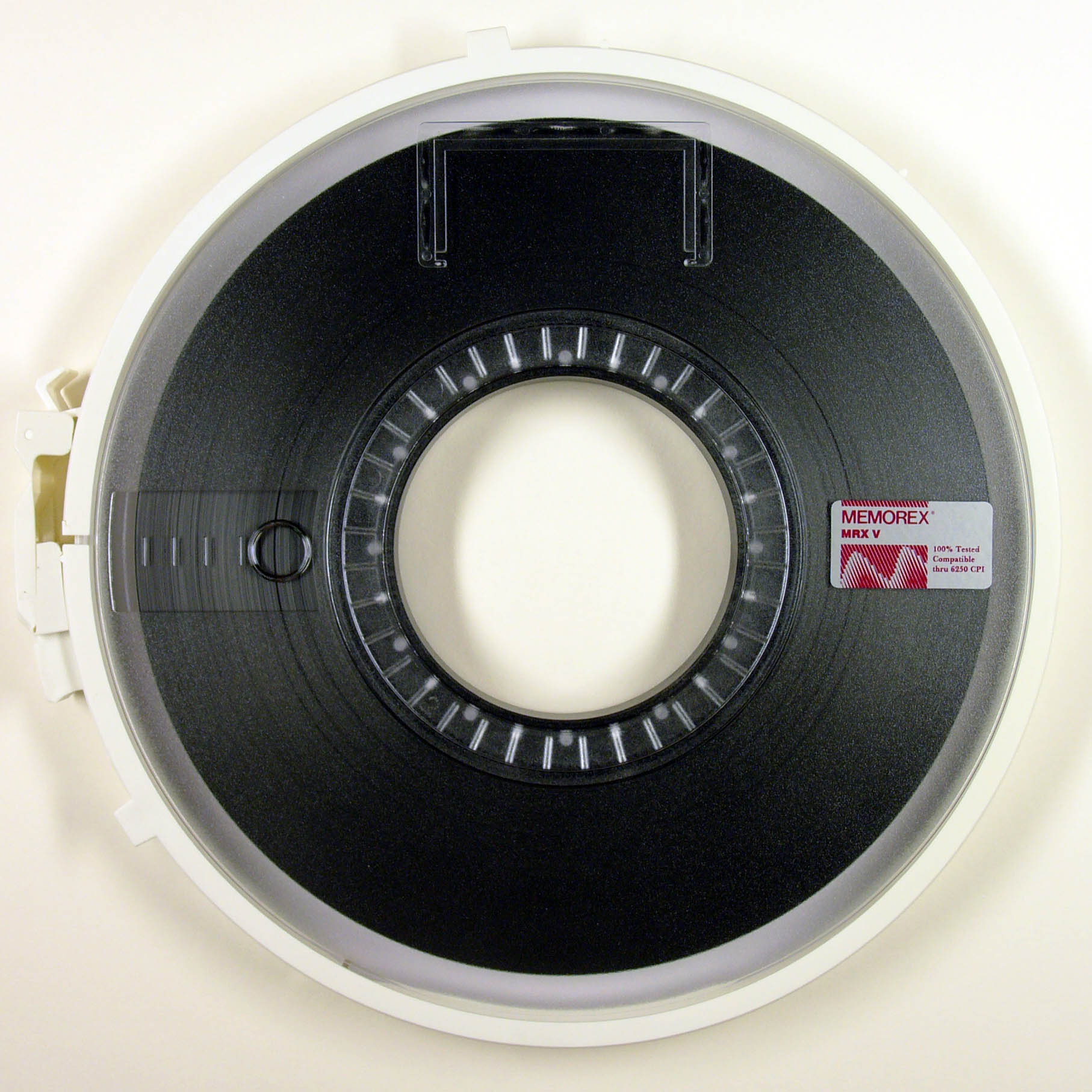
Велика котушка з магнітною стрічкою

9-доріжкова магнітна стрічка — магнітна стрічка, розроблена компанією IBM для систем цифрового запису даних і поширена на великих комп'ютерах з 1960-х до 1980-х років.

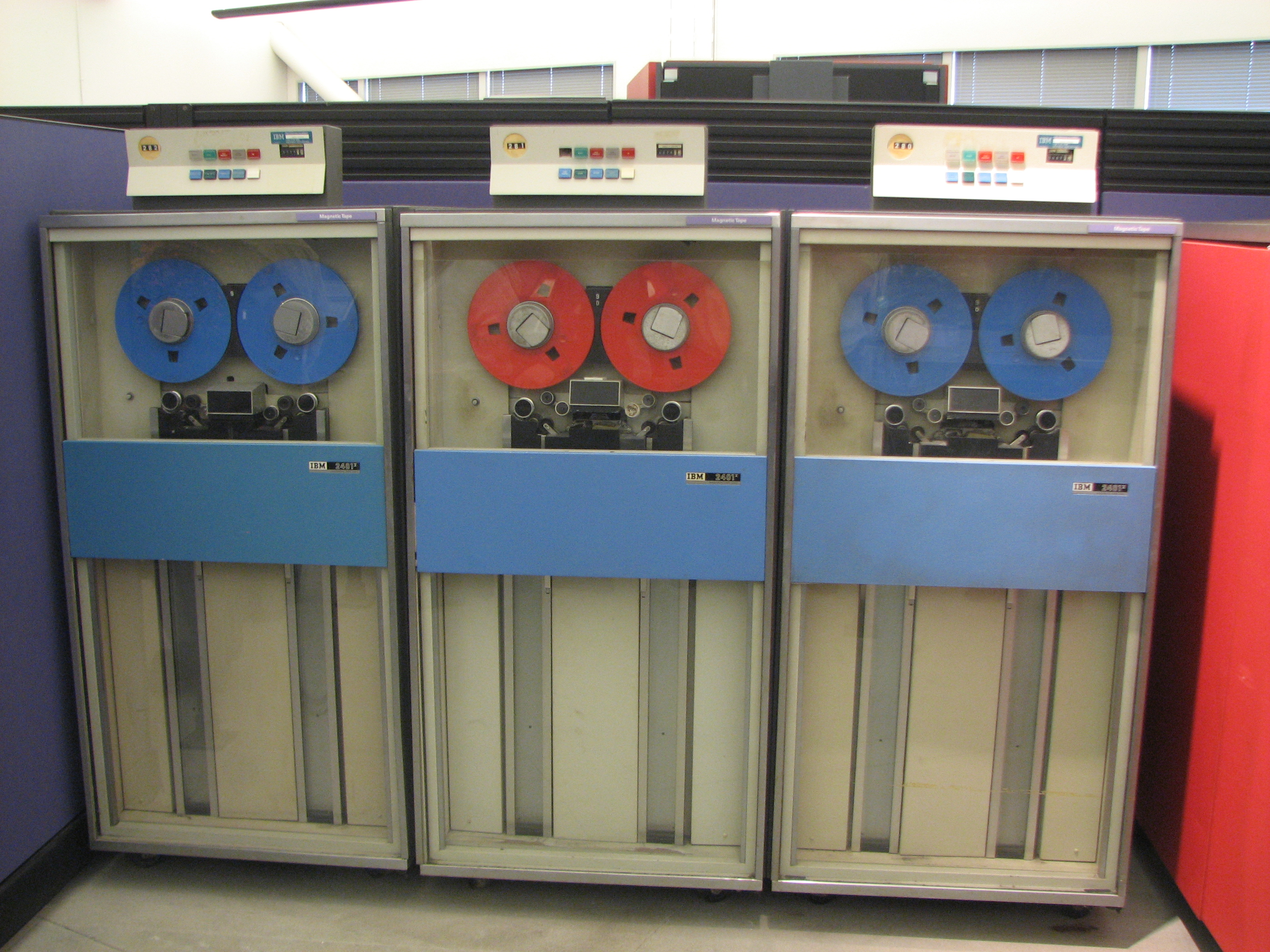
Накопичувачі на магнітній стрічці системи IBM/360

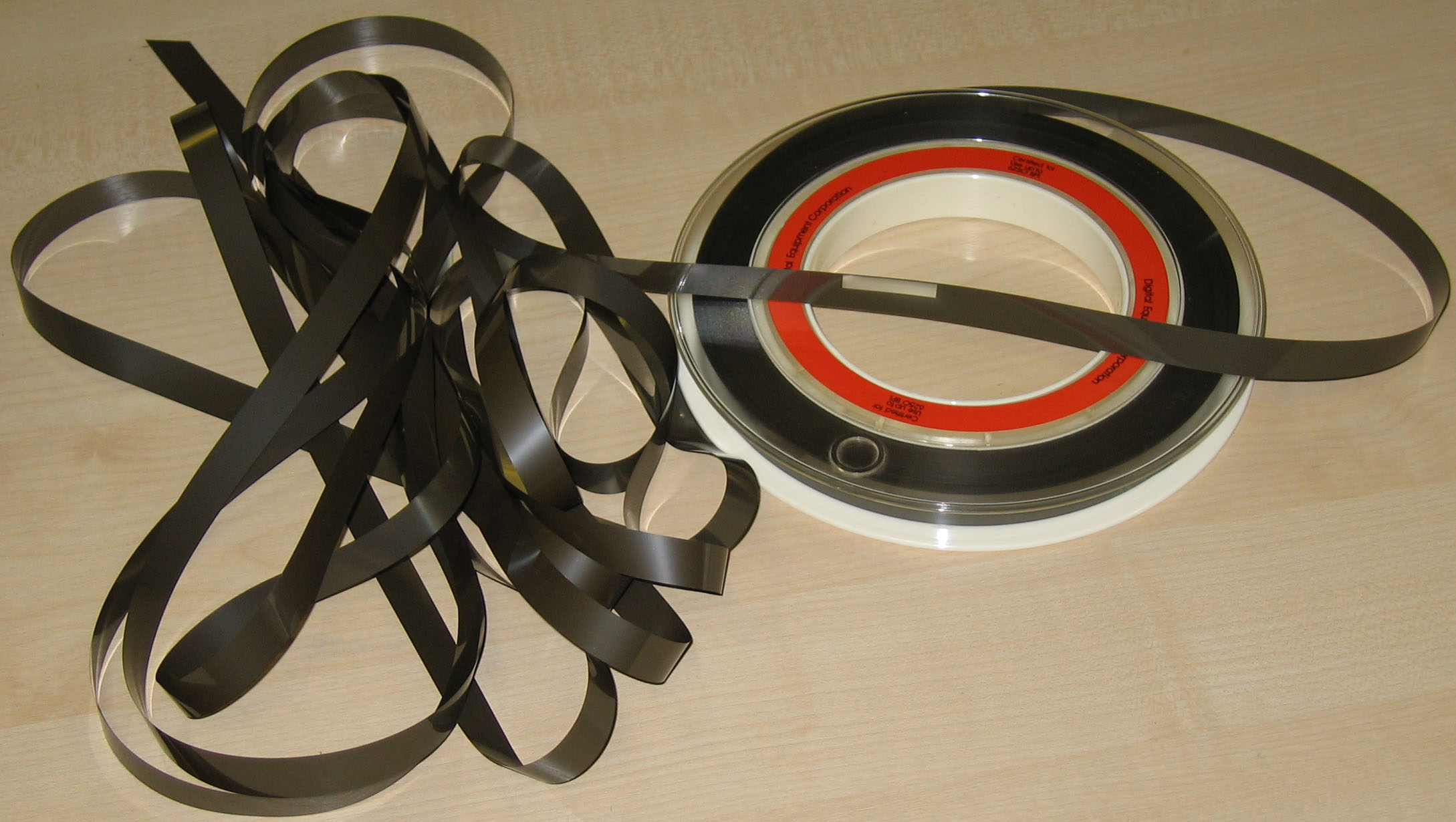
Мала котушка зі стрічкою (видно маркер початку стрічки)

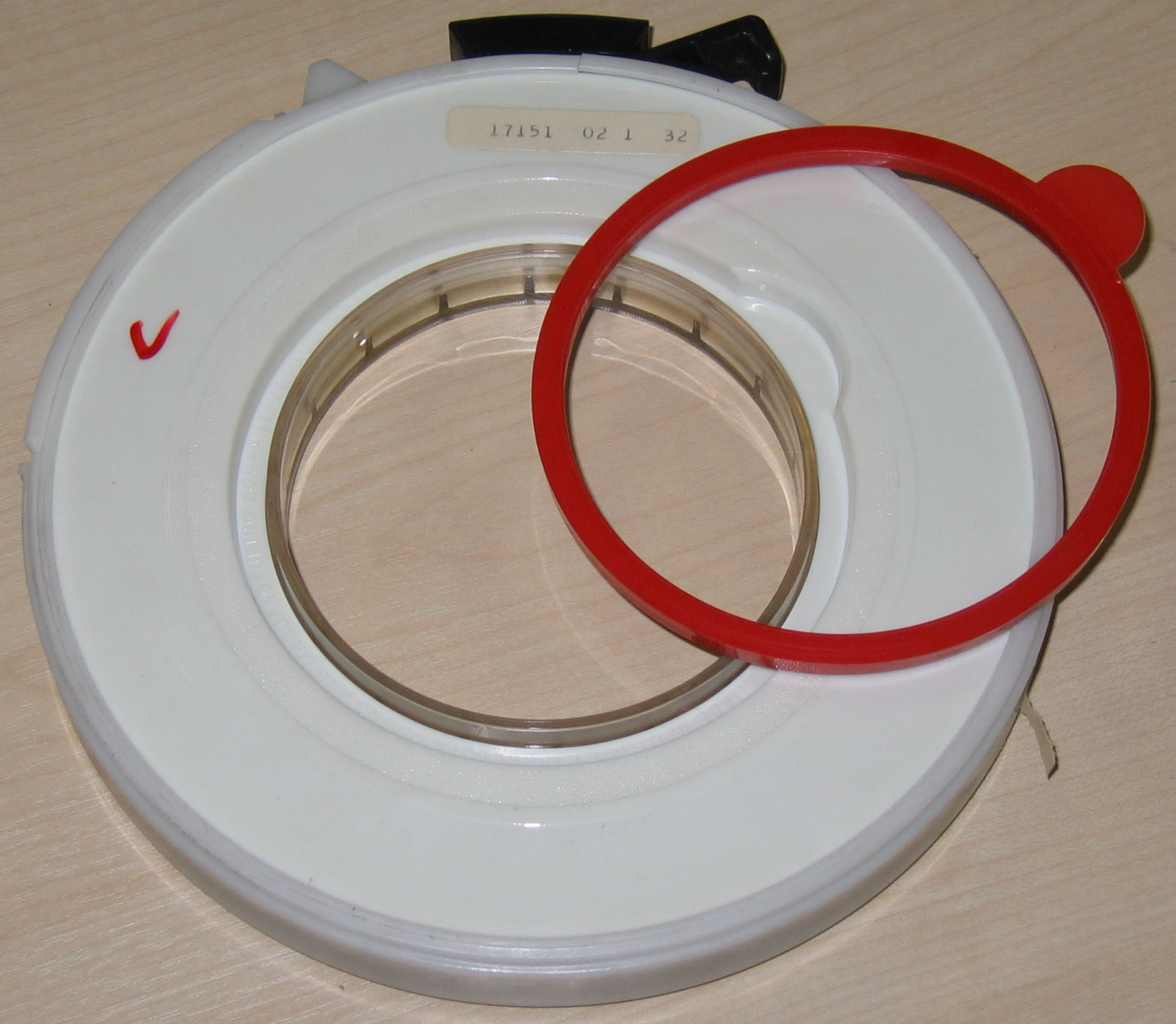
Котушка зі знятим кільцем захисту від запису

З 1952 року IBM використовувала 7-доріжкову стрічку шириною 12.7 мм (½ дюйма) для лінійного запису даних у 6-бітному кодуванні символів (з додатковим бітом парності). Після появи в 1964 році сімейства IBM System/360, де застосовувалися 8-бітові символи, на тій же стрічці шириною ½ дюйма стали розміщувати вже 9 доріжок. Такий формат згодом поширився також в системах інших виробників і широко використовувався до 1980-х років. В СРСР цей стандарт магнітних стрічок абсолютно домінував завдяки використанню стрічкових накопичувачів сімейства ЄС ЕОМ, в тому числі і в складі комп'ютерів інших архітектур.
Стрічка виготовлялась з лавсану товщиною 45-55 мкм (згодом — 37 мкм). Щільністю запису становила 32, 63 і 243 біт/мм (800, 1600 і 6250 біт/дюйм), що відповідало ємності однієї стандартної котушки стрічки, відповідно, 20, 40 і 140 Мбайт (в СРСР пристрої з щільністю 243 біт/мм не отримали поширення через недостатню якість стрічки).
Стрічка намотувалася магнітним шаром всередину на котушки діаметром 267 мм (10,5 дюймів), що вміщували 730 метрів стрічки, існували також котушки зменшеного діаметру 216 та 178 мм (8.5 та 7 дюймів), що містили відповідно 340 та 183 метра стрічки. Ззовні котушка закривалася пластмасовим пояском, всередині іноді мала алюмінієву обійму для фіксації котушки в стрічкопротяжному механізмі накопичувача на магнітній стрічці та кільце захисту від запису.

## Цікаві факти
- Через стійкий дефіцит в СРСР магнітної стрічки для побутових магнітофонів (її ширина становила 1/4 дюйма) умільці різали 9-доріжкову стрічку вздовж, встановлюючи в стрічкопротяжний механізм стійку зі звичайним лезом для гоління.